# Franciska Szibilla szász–lauenburgi hercegnő
Franciska Szibilla szász–lauenburgi hercegnő (németül: Prinzessin Franziska Sibylla Augusta von Sachsen-Lauenburg; Ratzeburg, 1675. január 21. – Ettlingen, 1733. július 10.) Pfalz-Sulzbachi Hedvig és Julizs Ferenc szász-lauenburgi herceg lánya. 1690 és 1707 között ő volt Baden-Baden őrgrófnéja.